# Cereopsius javanicus
Cereopsius javanicus är en skalbaggsart som beskrevs av Stefan von Breuning 1936. Cereopsius javanicus ingår i släktet Cereopsius och familjen långhorningar. Inga underarter finns listade i Catalogue of Life.